# Mälarhöjden (stacja metra)
Mälarhöjden – podziemna stacja sztokholmskiego metra, leży w Sztokholmie, w Söderort, w dzielnicy Hägersten-Liljeholmen, w części Mälarhöjden. Na czerwonej linii metra T13, między Bredäng a Axelsbergiem. Dziennie korzysta z niej około 2 500 osób.
Stacja znajduje się na głębokości 10-34 metrów. Posiada jedno wyjście zlokalizowane przy Slättgårdsvägen 2 na rogu z Hägerstensvägen. 
Otworzono ją 16 maja 1965 jako 61. stację w systemie, wraz z odcinkiem Örnsberg-Sätra. Posiada jeden peron. Stacja została zaprojektowana przez Olova Blomkvista.

## Sztuka
- Ebb och flod, malowidła na emaliowanych, metalowych płytach o długości 190 m, Margareta Carlstedt, 1965[4]

## Czas przejazdu
| Linia | Stacja   | Czas przejazdu | Stacja                                                    | Czas przejazdu                    |
| T13   | Ropsten  | 25 min         | Liljeholmen Slussen Gamla stan T-Centralen Östermalmstorg | 7 min 13 min 15 min 17 min 19 min |
| T13   | Norsborg | 19 min         | Liljeholmen Slussen Gamla stan T-Centralen Östermalmstorg | 7 min 13 min 15 min 17 min 19 min |

## Otoczenie
W otoczeniu stacji znajdują się:
- Mälarhöjdens kyrka
- Mälarhöjdens skola
- Branterna
- Johannisdalsberget
- Storberget
- Krausparken
- Lugntorpshälsan
- Klubbacken